# Belagerung von Myitkyina
Japanische Eroberung 1941/42

Bilin – Sittang – Pegu (Taukkyan) – Rangun – Yunnan-Burma-Straße (u.a. Tachiao – Oktwin – Toungoo – Yenangyaung – Lashio I)
1942/43

Burma-Kampagne 1942–1943

Arakan I – The Hump – Chindits
1944

Schlacht um Nordburma und West-Yunnan 1943–1945

Burma-Kampagne 1944

Arakan II – Ha-gō – Lashio II – Sangshak – Myitkyina – U-gō (Imphal – Kohima – Tennisplatz) – Mogaung – Song shan/Huitong-Brücke – Dan-gō
1944/45

Burma-Kampagne 1944–1945

Bhamo – Arakan III (Kangaw und Höhe 170 – Ramree) – Meiktila/Mandalay – Pakokku – Lashio III – Tanlwe Chaung – Operation Dracula – Sittang
Die Belagerung von  Myitkyina (Operation Merchant of Venice) war im Zweiten Weltkrieg eine Episode des Burmafeldzuges. Nach einer 67 Tage langen Belagerung vom 17. Mai bis zum 3. August 1944 konnten alliierte (zumeist chinesische) Streitkräfte den von der japanischen 33. Armee gehaltenen wichtigen Luftwaffenstützpunkt Myitkyina in Nordburma einnehmen, dabei spielte der Einsatz der Merrill’s Marauders eine wichtige Rolle.

## Vorgeschichte
Nachdem die Japaner kurz nach dem Überfall auf Pearl Harbor auch die Invasion in Burma (heute Myanmar) starteten, gelang ihnen bis Mai 1942 die Burmastraße, eine 717 Meilen lange Bergstraße abzuschneiden. Die Straße war für die Alliierten von entscheidender Bedeutung, da sie den Briten (und später den Amerikanern) ermöglichte, die Armeen des Präsidenten der Nationalistischen Republik China, Generalissimus Chiang Kai-shek, mit militärischen Gütern zu versorgen.
Die Kriegsgüter wurden vor der japanischen Invasion im Hafen von Rangun im Südwesten Burmas ausgeladen, mit der Bahn nach Norden nach Lashio und dann über die Burmastrasse über die chinesische Grenze transportiert. Als die Japaner dieses Gebiet eroberten und die Straße sperrten, erfolgten die Lieferungen über die Provinz Assam und auf dem Luftweg über das Himalaja-Gebirge. Die nationalchinesischen Truppen, die 1942 an der ersten Burma-Kampagne teilnahmen, waren jenseits des Flusses Salween über die Grenze in die landeseigene Provinz Yunnan zurückgedrängt worden.
Ab Dezember 1942 wurde unter größten Anstrengungen eine neue Versorgungsstraße die Ledo-Straße vom Eisenbahnendpunkt in Ledo (im indischen Assam) über Myitkyina nach Bhamo in Burma und weiter nach Kunming in Yünnan gebaut. General Claire Lee Chennault, Befehlshaber der in China operierenden American Volunteer Flyinggroup bezweifelte, dass die geplante mögliche Menge von 65.000 Tonnen Nachschub pro Monat über die Ledo-Straße befördert werden könne und schlug stattdessen vor, die Luftbrücke über den Himalaja auszubauen.

### Aufstellung der chinesischen Y-Force

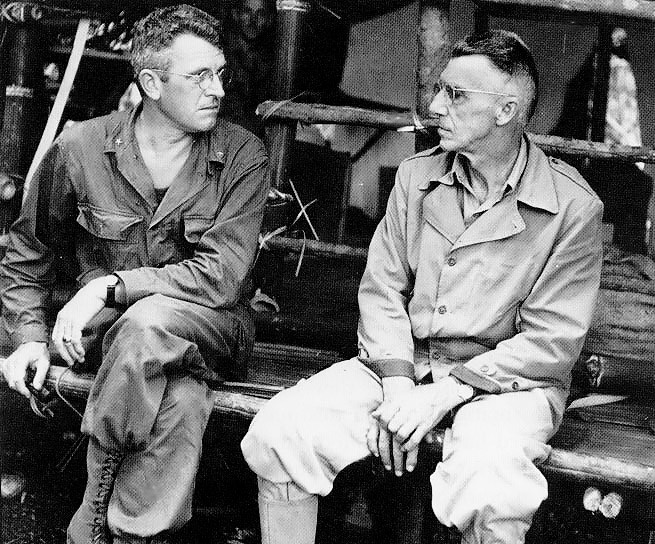
Brigadier General Frank Merrill (links), Kommandeur der Merrill’s Marauders und Lieutenant General Joseph W. Stilwell (rechts) bei einem Treffen in der Nähe von Naubum in Burma

Generalleutnant Joseph W. Stilwell, Stellvertretender Stabschef der Alliierten beim chinesischen Generalissimus Chiang Kai-shek hatte die Verbindung zwischen Luft- und Bodentruppen zu koordinieren und dem Hauptquartier über die Bedürfnisse der Fronttruppen zu berichten. Stilwell kündigte Ende April 1943 die Bildung eines amerikanischen Operationsstabs (Y-FOS), um die Chinesen in Yunnan zu unterstützen. Der zum Kommandeur des Y-FOS ernannte Oberst Frank Dorn hatte West Point absolviert, war seit Anfang 1942 Stilwells Adjutant und in mehreren militärischen Schlüsselpositionen tätig.
Am 18. Juni 1943 bestätigten schriftliche Anordnungen die Bildung der chinesischen Y-Force, die wichtigen Stabspositionen blieben unter amerikanischem Kommando. Anfangs hatte Dorns Kommandostab nur eine Handvoll Offiziere, bis Januar 1944 zählte die Y-Force aber bereits 654 Offiziere und 1629 Mannschaften. Für die Chinesen war bemerkenswert, dass sich dem amerikanischen Kommando tragbare Krankenstationen und mobile Feldlazarette angeschlossen hatten, um ein Maß an lebenswerter Versorgung zu gewährleisten, das chinesischen Truppen bisher unbekannt war. Alle Vorräte für die Y-Force musste über englische Stützpunkte in Indien über den Himalaya auf dem Luftweg transportiert werden, was mit ausreichender Geschwindigkeit erreicht werden konnte.
Mit der Einrichtung des neuen Südostasien-Kommandos Northern Combat Area Command (NCAC) im August 1943 wurde Stilwell zum stellvertretenden Oberbefehlshaber der Alliierten in Burma ernannt. Stilwell übernahm das Kommando über alliierte und chinesische Streitkräfte, darunter eine neue Spezialformation der US-Armee, das 5307. gemischte Regiment. Admiral Lord Mountbatten, der oberste alliierte Befehlshaber des Südostasien-Kommandos (SEAC), wurde von Stilwell davon überzeugt, dass die Marauders unter dem Northern Combat Area Command dienen sollten.
Im Oktober 1943 schickten die alliierten Streitkräfte Indiens zur Verbindungsaufnahme mit den chinesischen Expeditionstruppe Truppen nach Nordburma. Eine Reihe von Kämpfen, die in der zweiten Jahreshälfte stattfanden, zerstörten die Verteidigungslinien der japanischen 18. Division im Hukang-Tal und schoben die Front ins Menggong-Tal vor.
Im Dezember 1943 führte das provisorische 5307. Regiment ein einwöchiges Manöver in Abstimmung mit den Chindits-Streitkräften durch und trainierte intensiv in Deoghar. Alle Offiziere und Männer wurden in Aufklärung und Patrouille, Flussüberquerungen, Waffengebrauch, Navigation, Tarnung, für Angriffe kleiner Einheiten auf Verschanzungen, Evakuierung verwundeten Personals und der damals neuartigen Technik der Versorgung aus der Luft geschult. Brigadegeneral Frank D. Merrill wurde zum Kommandeur des 5307. gemischten Regiments ernannt, das nach ihm bald nur 'Merrill's Marauders' genannt wurde.

### Beteiligte Truppen

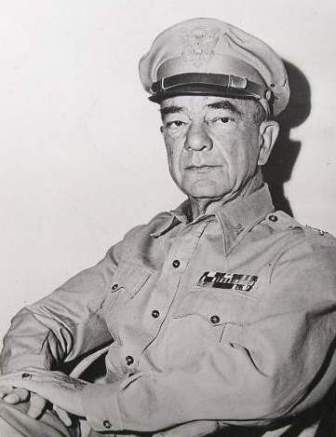
General Daniel I. Sultan

Die japanische 33. Armee verteidigte Nordburma gegen Angriffe aus Nordindien und der chinesischen Provinz Yunnan. Der japanische 18. Division stand allein den amerikanischen und chinesischen Truppen der Northern Combat Area Command (NCAC) unter dem Oberbefehl von Generalleutnant Daniel Isom Sultan gegenüber, die über die Linie von Myitkyina und Mogaung nach Süden vorrückten, während die japanische 56. Division am Saluen-Abschnitt etwa 12 Divisionen der chinesischen Yunnan-Armee unter General Wei Lihuang gegenüberstand.
Japanische 33. Armee, General Masaki Honda
- 18. Division, Generalleutnant Shinichi Tanaka
- 53. Division, Generalleutnant Kaoru Takeda
- 56. Division, Generalleutnant Yuzo Matsuyama
- 24. Unabhängige gemischte Brigade, Generalmajor Hayashi
- Garnison von Myitkyina unter General Genzo Mizukami

Northern Combat Area Command, Generalleutnant Daniel Isom Sultan
- 5307. Provisorisches Regiment, Brigadegeneral Frank Merrill, ab 23. März Oberst Charles N. Hunter
- 77. Chindits-Brigade, Brigadegeneral J. M. Calvert
- 111. Chindits-Brigade, Brigadegeneral W. D. A. Lentaigne
- Chinesische Neue 1. Armee, General Zheng Dongguo
- 22. Division, General Liao Yaoxiang
- 38. Division, General Sun Li-jen
- 30. Division, General Tang Shouzhi

### Marauders-Einsatz
Im Frühjahr 1944 befahl Stilwell den amerikanischen Marauders nach dem Muster der britischen Chindits-Commands, mit den Operationen hinter den japanischen Linien zu beginnen. Es wurde zur Sicherung der Ledostraße die Besetzung der an die Japaner verlorenen Stadt Myitkyina beschlossen, welche über eine Bahnlinie und einen Flugplatz verfügte. Die Rückeroberung von Myitkyina war für die Alliierten wichtig, ohne diesen Verkehrsknoten konnte die Ledo-Straße nicht mit der Birmastrasse verbunden werden. Es gibt zudem zwei Militärflugplätze im Nordwesten von Myitkyina, die für die Versorgung der japanischen Streitkräfte wichtig waren.
Stilwell gab der chinesischen 22. Division den Befehl, am 15. März gegen die Japaner vorzugehen.   Als der Monsun am 17. März losbrach, war der Südausgang des Shih-Meng-Tals des nördlichen Dong Kamun bei Menggong erreicht. Es stellte sich bald heraus, dass das Gebiet um Myitkyina die größte gemeldete Inzidenz von Typhus aufwies. Von Ruhr und Fieber geschwächt, im Schlamm ruhend, griffen die Marauders abwechselnd an und verteidigten sich dann im brutalen Nahkampf mit den im Dschungelkampf bewährten japanischen Streitkräften. Zu den ersten Evakuierten am 23. März gehörte General Merrill selbst, der an Malaria erkrankt war. Er wurde durch seinen Stellvertreter, Oberst Charles N. Hunter ersetzt, der später einen vernichtenden Bericht über die medizinischen Evakuierungsrichtlinien von General Stilwell erstellte. Am 16. Mai erreichten die Marauders nach einem anstrengenden 100 Kilometer langen Marsch über das 2000 Meter hohe Kumon-Gebirge mit noch 1300 Kampffähigen zusammen mit Teilen des chinesischen 42. und 150. Infanterieregiments der M Force das Einsatzgebiet. Nach zwei Monaten der Annäherung war Myitkyina in Reichweite.

### Die Belagerung

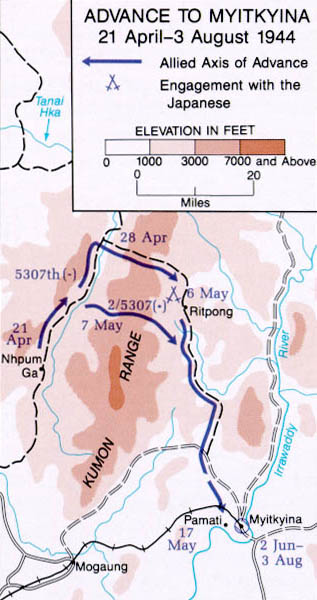

Am 17. Mai um 22:00 Uhr, startete die chinesische Expeditionary Force zusammen mit den 'Merrill's Marauders' den Angriff auf die japanische Landebahn bei Myitkyina. Der Angriff auf den Flugplatz war ein voller Erfolg. Acht japanische Flugzeuge konnten zerstört werden, die Japaner waren völlig überrascht und versuchten den Flugplatz noch zu deaktivieren, dann zogen sie sich nach Myitkyina zurück, um dort die Verteidigung gegen die Chinesen und Amerikaner zu günstigeren Bedingungen weiterzuführen. Die Stadt Myitkyina konnte mit den vorhandenen Kräften nicht eingenommen werden. Der Geheimdienst des NCAC hatten die Stärke der japanischen Garnison stark unterschätzt, rund 4500 gut bewaffnete japanische Verteidiger hielten sich in Myitkyina. Die Garnison unter General Genzo Mizukami konnte sich infolge 76 Tage lang in der Stadt halten, am Ende von einer fünfzehn mal stärkeren chinesisch-amerikanischen Streitmacht umgeben.
Unmittelbar nach dem Erfolg auf dem Flugplatz flog der stellvertretende Kommandeur der Marauders, Oberst McCammon ein, richtete sein Hauptquartier ein und befahl Oberst Hunter, die Stadt mit Teilen der H Force anzugreifen. Ein Bataillon des chinesischen 89. Regiments, das aus Ledo eingeflogen worden war, hatte den Flugplatz verteidigen, während sich zwei Bataillone des chinesischen 150. Regiments am Angriff auf Myitkyina beteiligten. Die südlich am nördlichen Irrawaddy nach Rampur vorgehende M Force unter Oberst Osborne sollte weiter in Richtung Zigyun vorgehen, um südlich der Stadt zu sichern. Am frühen Morgen des 18. Mai wurde Rampur in Besitz genommen, wo sich mehrere Lagerhäuser befanden, die mit Kleidung und anderen Vorräten gefüllt waren, auch Zigyun fiel ohne Widerstand um 10:00 Uhr. Die beiden Bataillone des 150. chinesischen Regiments griffen Myitkyina im 18. von Norden an. Nachdem sie den Bahnhof genommen hatten, wurden sie in verwirrte Kämpfe verwickelt und mussten sich etwa 800 Meter westlich der Stadt zurückziehen, wo sie Stellungen anlegten.
Nachdem die Schlacht von Imphal etwas abflaute, traf der indische Oberbefehlshaber Lord Mountbatten in Stilwells Hauptquartier ein, um den weiteren Angriff auf  Myitkyina abzustimmen. Nach Kämpfen im Raum Indau sollte die über Luft versorgte britisch-indische 77. Chindits-Brigade unter Brigadegeneral J. M. Calvert her beidseitig des Namyin-Abschnittes nach Norden vorrücken, um Stillwells Angriffe von Süden her zu unterstützen. Anfang Mai 1944 hatte die japanische 53. Division unter General Takeda den Raum Indaw erreicht und die im Monat zuvor geschlagenen Reste der 24. selbständigen Brigade aufgenommen. Der Oberbefehlshaber der Regionalarmee Burma, General Kawabe Masakazu unterstellte die 53. Division dem Oberbefehl der 33. Armee, welche bereits über die 18. Division im Hukawng-Tal und die 56. Division am Salween-Abschnitt verfügte. Die japanische 18. Division besetzte die Stadt Kamaing und behauptete sich gegen die nach Süden strebende chinesische Streitmacht des Generals Sultans. Weil sich die 12 weitere chinesische Divisionen am Salween-Abschnitt weiterhin ruhig verhielten, konnte die japanische 56. Division Verstärkungen nach Myitkynia senden. Auch die japanische 53. Division sollte von Süden Hilfe bringen, wurde aber durch die 77. Chindits-Brigade in der Schlacht von Mogaung aufgehalten und durch Chennaulds Luftstreitkräfte dezimiert, Calverts Brigade hatte bereits bis zum 26. Juni zumeist an Krankheiten fast 1500 Mann verloren.
Zwischen 7. und 22. Juni wurden auch die chinesische 22. Division aktiv und gelangte mit einer Rechtschwenkung in den Rücken der japanischen 18. Division, welche noch frontal von der chinesischen 30. Division gebunden war. Nach dem Verlust seiner Artillerie und auf etwa 3000 Mann zusammengeschrumpft, musste General Tanaka die Reste seiner Division zur Reorganisation Verteidigungsstellungen nach Sahmaw zurücknehmen.
Myitkyina war noch immer nicht gefallen, Stilwell befahl weitere Angriffe. Nach ärztlichen Untersuchungen gab Lord Mountbatten den Befehl die dezimierten Reste 77. und 111. Chindit-Brigade aus dem Kommandobereich der Northern Combat Area Command abzuziehen. Die Reste der beiden Kampfgruppen mussten auf dem Luftweg evakuiert werden. Zum Ersatz wurde die westafrikanische 3. und 14. Brigade nach Taugni an der Eisenbahnlinie südwestlich von Mogaung in Marsch gesetzt. Der freigewordene Kampfraum bei Indaw und Katha im Anschluss an den rechten Flügel der Chinesen sollte später durch die herangeführte britische 36. Division eingenommen werden.
Am 26. Juli erzielte derweil vor Myitkyina das 3. Bataillon der Marauders einen bedeutenden Gewinn, indem es auch das nördliche Flugfeld eroberte, der japanische Widerstand war merklich schwächer geworden. Nach der Verstärkung durch die über Luft gelandete chinesische 30. Division fiel die Stadt Myitkyina schließlich an die Alliierten. Am 3. August befahl General Mizukami, die Stadt zu räumen, und nahm sich buchstäblich selbst das Leben, um „Myitkyina bis zum Tod zu verteidigen“. Etwa 600 seiner Männer entkamen; 187 japanische Soldaten wurden gefangen der Rest mit rund 3800 Mann war bereits im Kampf gefallen.

## Folgen
Eine Woche nach dem Fall von Myitkyina, am 10. August 1944, wurde das 5307. Regiment mit nur noch 190 Kampfähigen (von den ursprünglich 2997) aufgelöst. Bei ihrer letzten Mission hatten die Marauders 272 Tote und 955 Verwundete zu beklagen, dazu kamen 980 Evakuierte wegen zerebraler Malaria, Amöbenruhr oder Typhus. Die 5334. gemischte Brigade sollte Merrills Marauders ersetzen. Die Einheit wurde von Brigadegeneral J.P. Willey kommandiert und bestand aus dem 475. US-Infanterieregiment, dem 124. US-Kavallerieregiment und dem chinesischen 1. Garde-Regiment. Man versuchte, die Burmastraße hinter den japanischen Linien zu überschreiten, es gelang nicht die japanische 56. Division einzukesseln, aber deren Rückzug wurde beschleunigt. Auf der rechten Seite des Northern Combat Area Command (NCAC) rückte jetzt die britische 36. Division südlich von Mogaung nach Indaw durch das „Railway Valley“ nach Süden vor. Sie nahm am 10. Dezember 1944 Kontakt mit der indischen 19. Division in der Nähe von Indaw auf und damit erhielt die 14. Armee und das NCAC eine durchgehende Front. Zu Sultans Linker marschierte die von Sun Li-jen kommandierte chinesische Neue 1. Armee, bestehend aus der 30. und 38. Division, von Myitkyina nach Bhamo vor. Die chinesische neue 6. Armee unter Liao Yaoxiang infiltrierte mit der 50. Division zwischen beiden Flügeln, um die japanischen Kommunikationslinien abzuschneiden. Die Japaner widersetzten sich noch mehrere Wochen, Bhamo fiel erst am 15. Dezember. Obwohl die japanische 33. Armee gezwungen war, die meisten Verstärkungen, die sie im Vorjahr erhalten hatte, eingebüßt hatte, waren auch die Operationen der NCAC ab Ende 1944 begrenzt, da viele ihrer Truppen auf dem Luftweg abgezogen wurden, um die japanischen Angriffe in Zentralchina zu begegnen.

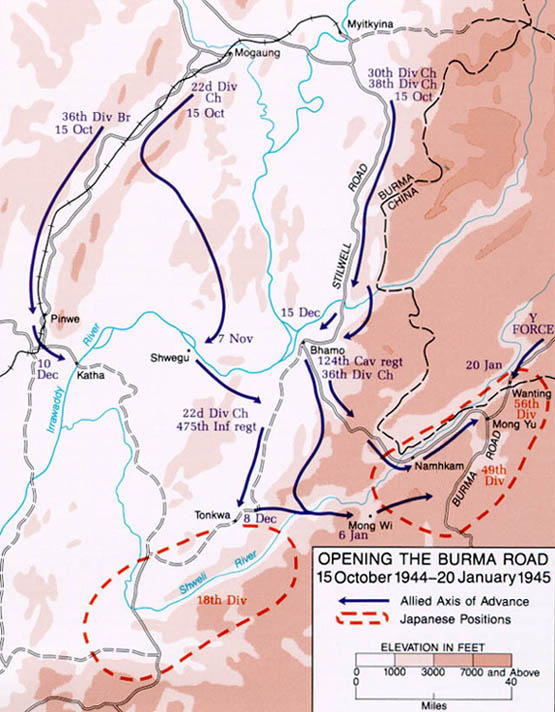
Freikämpfung der Burmastraße

Bei der Operation Grubworm (5. Dezember 1944 bis 5. Januar 1945) wurde die chinesische Armee unter General Sun Li-jen (14. und 22. chinesische Division Generalmajor Lang Tian-wu und General Shan Yu-feng, etwa 25.000 Mann) aus Myitkyina in 1328 Einsätzen von Lufttransportkommandos der USAAF nach Changyi, Kunming und Luliang ausgeflogen, um die dortigen Flugplätze zu verteidigen, die für die Luftbrücke nach China (The Hump) von entscheidender Bedeutung waren. Die Versorgung über die gefahrvolle Luftbrücke verlor aber zunehmend an Bedeutung.
Die neue 1. Armee von Sun Li-Jen nahm am 21. Januar 1945 Kontakt mit Wei Lihuangs Armeen auf, die aus Yunnan von Hsipaw her, vorrückte. Die Ledo-Straße konnte endlich fertiggestellt werden. Anfang Februar 1945 konnte die Versorgung der anti-japanischen Kräfte in China auf dem Landweg über die 1736 km lange Verbindung von Ledo nach Kunming erfolgen. Der erste LKW-Konvoi aus Indien traf am 4. Februar in Kunming ein, aber zu diesem Zeitpunkt war der Wert der Ledo-Straße schon ungewiss, da sich die militärische Situation in China bereits gewandelt hatte.
Zum Ärger der Briten und Amerikaner befahl der chinesische Führer Chiang Kai-shek General Sultan, seinen Vormarsch in Lashio zu stoppen, das am 7. März besetzt worden war. Die japanische 18. Division war bereits vollständig von der Nordfront zurückgezogen worden, um die britische 14. Armee im Zentrum von Birma aufzuhalten. Am 12. März wurde auch das Hauptquartier der 33. Armee dorthin entsandt, so dass die japanische 56. Division die Nordfront alleine sichern musste.  Diese Division wurde dann Ende März und Anfang April 1945 auch nach Süden zurückgezogen.